# Tabanus lacajaensis
Tabanus lacajaensis är en tvåvingeart som beskrevs av Krober 1931. Tabanus lacajaensis ingår i släktet Tabanus och familjen bromsar. Inga underarter finns listade i Catalogue of Life.